# 신리만 이론
신리만 이론(新Riemann理論, 영어: neo-Riemannian theory)는 장3화음과 단3화음 사이의 관계를 이들 사이의 변환에 의하여 나타내는 이론이다.

## 전개

신리만 이론의 세 가지 변환의 작용을 나타낸, 평면 삼각형 쪽매맞춤. 각 꼭짓점의 음고는 인접하는 삼각형의 중심에 놓인 6개의 3화음에 공통으로 속하는 음고를 나타낸다.

12 평균율 아래, 신리만 이론의 세 가지 변환의 작용을 나타낸 원환면 위의 육각형 쪽매맞춤

장3화음 또는 단3화음 사이의 세 가지 변환을 다음과 같이 정의할 수 있으며, 이들은 모두 일대일 대응이다.
- P변환은 장3화음의 3음을 반음 내려 단3화음으로 변환시키거나, 단3화음의 3음을 반음 올려 장3화음으로 변환시킨다. 예를 들어, 다음과 같다.
{\displaystyle P(\{C,E,G\})=\{C,\flat E,G\}}
{\displaystyle P(\{C,\flat E,G\})=\{C,E,G\}}
- R변환은 장3화음의 5음을 온음 올려 단3화음으로 변환시키거나, 단3화음의 밑음을 온음 내려 장3화음으로 변환시킨다. 예를 들어, 다음과 같다.
{\displaystyle R(\{C,E,G\})=\{A,C,E\}}
{\displaystyle R(\{A,C,E\})=\{C,E,G\}}
- L변환은 장3화음의 밑음을 반음 내려 단3화음으로 변환시키거나, 단3화음의 5음을 반음 올려 장3화음으로 변환시킨다. 예를 들어, 다음과 같다.
{\displaystyle L(\{C,E,G\})=\{E,G,B\}}
{\displaystyle L(\{E,G,B\})=\{C,E,G\}}

사실 P변환은 R변환과 L변환을 여러 차례 반복하여 나타낼 수 있다. 수학적 언어로 나타내자면, 임의의 장3화음 또는 단3화음 {\displaystyle \{X,Y,Z\}}에 대하여, 다음이 성립한다.
{\displaystyle P(\{X,Y,Z\})=R(L(R(L(R(L(R(\{X,Y,Z\})))))))}
수학적인 관점에서, 12 평균율을 사용할 경우, 세 가지 변환이 함수의 합성에 따라 생성하는 군은 정십이각형의 대칭군, 즉 크기가 24인 정이면체군과 동형이다. 이를 기호로 나타내면 다음과 같다.
{\displaystyle \langle R,L\rangle \cong D_{12}}
구체적으로, 12개의 음고류를 원 위에 균일하게 놓았을 때, P변환은 밑음과 5음, R변환은 밑음과 3음, L변환은 3음과 5음의 연결선의 수직 이등분선을 축으로하는 반사 변환과 같다.
P변환과 R변환과 L변환의 작용은 평면 위의 육각형 테셀레이션 또는 삼각형 쪽매맞춤으로 나타낼 수 있으며, 이 둘은 서로 쌍대적이다. 12 평균율 아래 원환면 위의 쪽매맞춤으로 나타낼 수 있다.

## 역사
신리만 이론은 후고 리만(독일어: Hugo Riemann)의 이름을 땄다.